# Hans-Joachim Hartnick
Hans-Joachim Hartnick (n. 12 ianuarie 1955, Wormlage⁠(d), Brandenburg, Germania) este un ciclist german, medaliat olimpic. A participat la 2 ediții ale Jocurilor Olimpice (1976, 1980) în care a câștigat 1 medalie de argint.